# Bischofsschloss Meißen

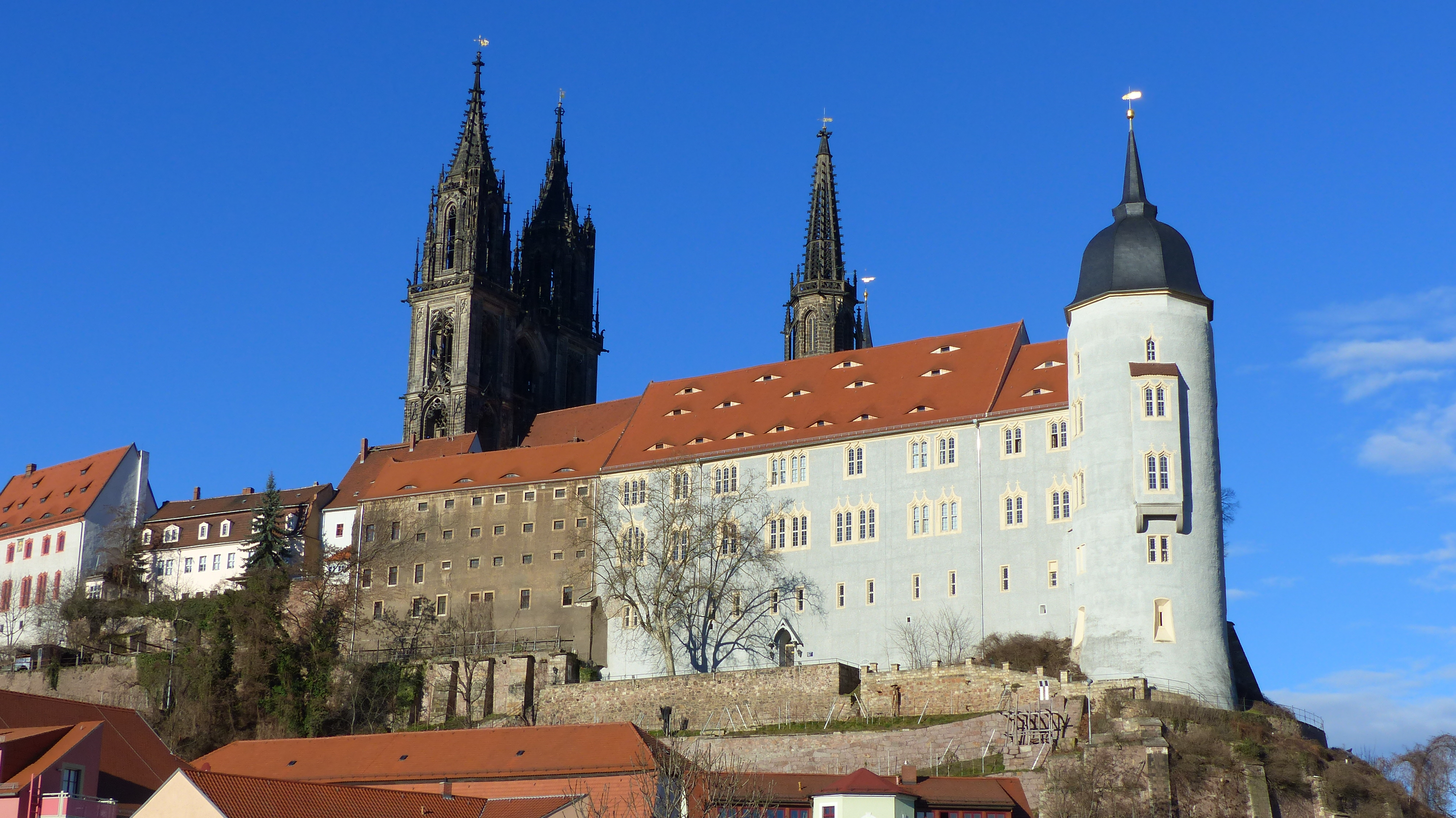
Ansicht des Burgbergs mit dem Bischofsschloss rechts

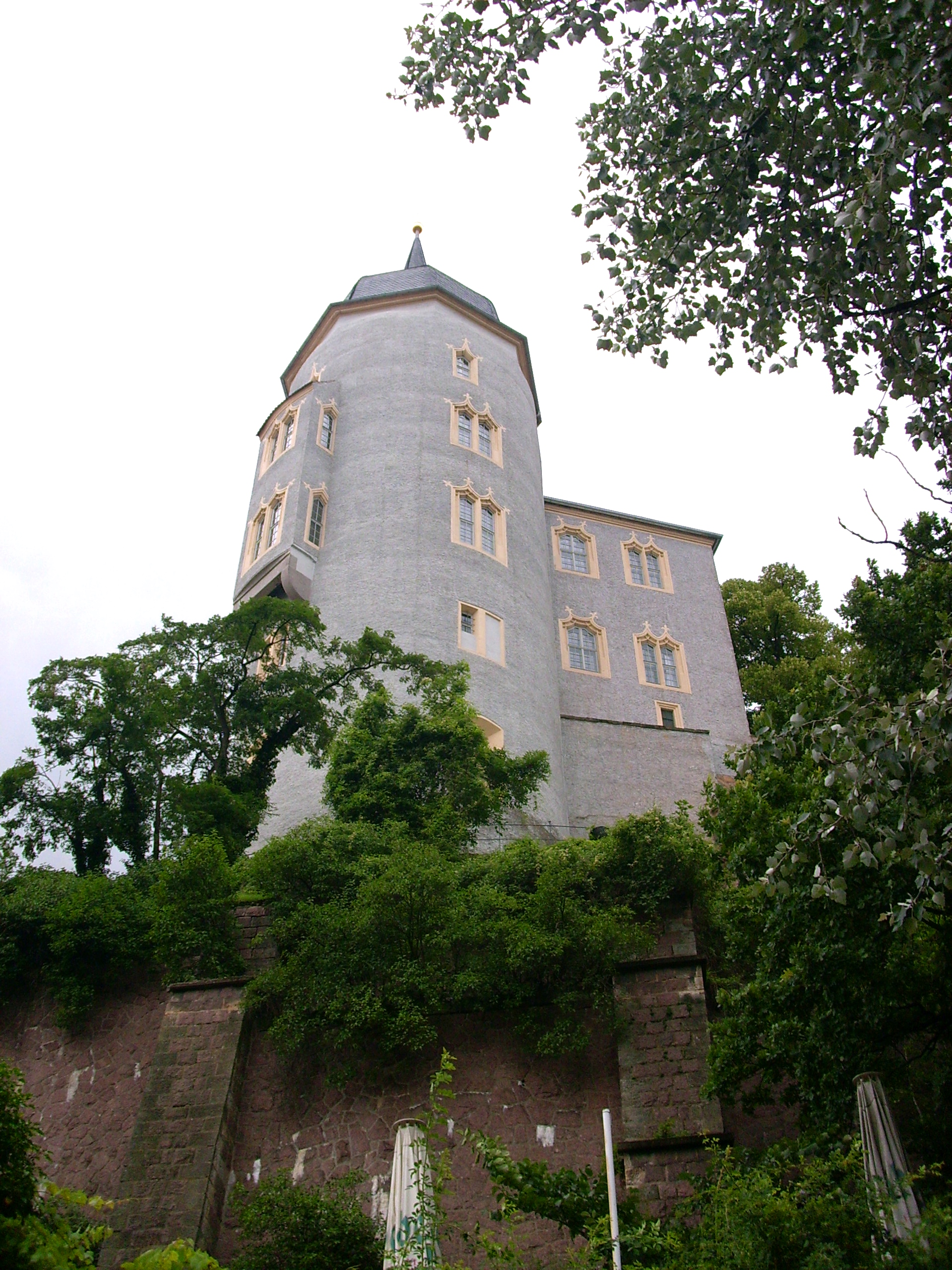
Ansicht des Rundturms Liebenstein von Osten

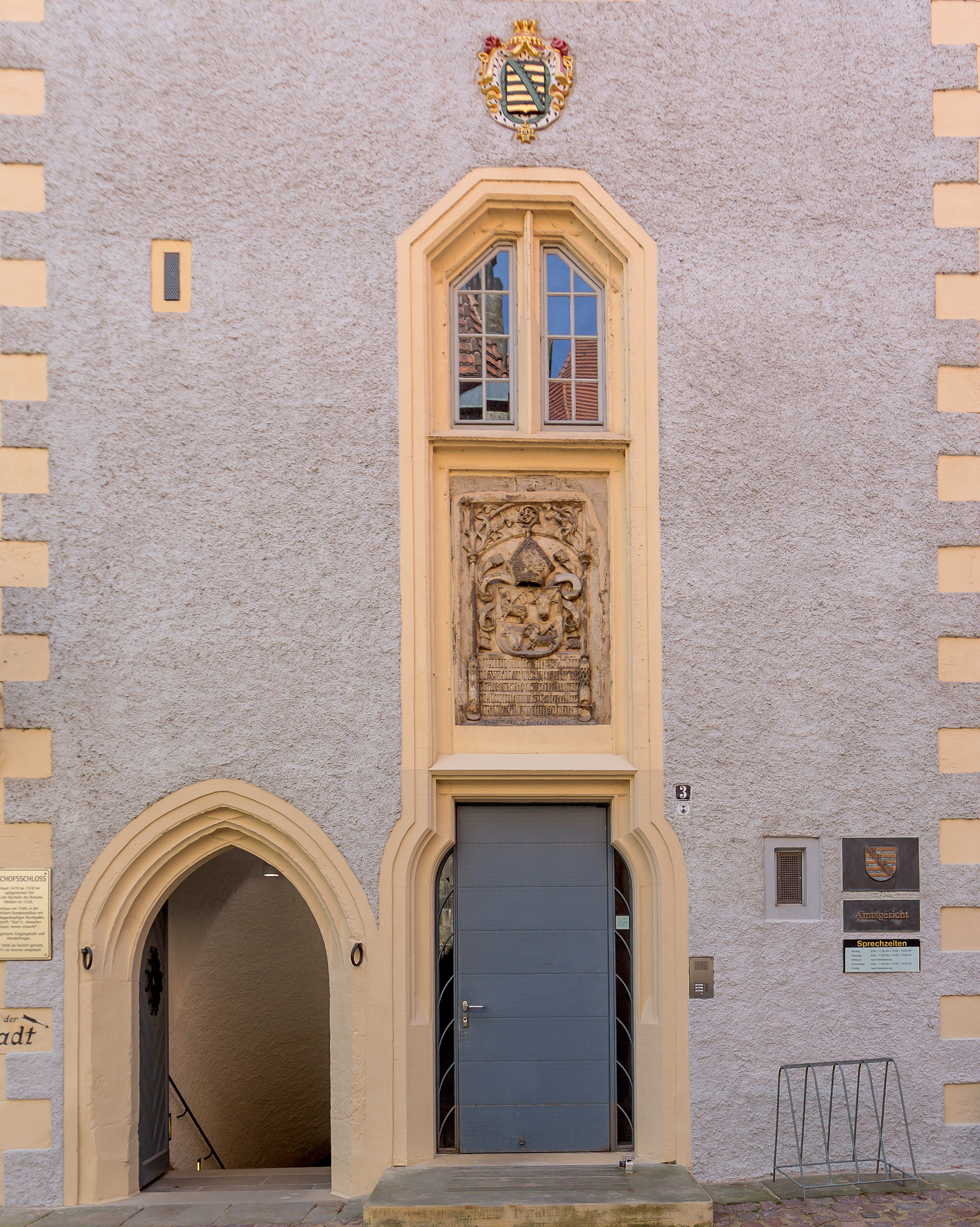
Portal zu den Amtsstufen

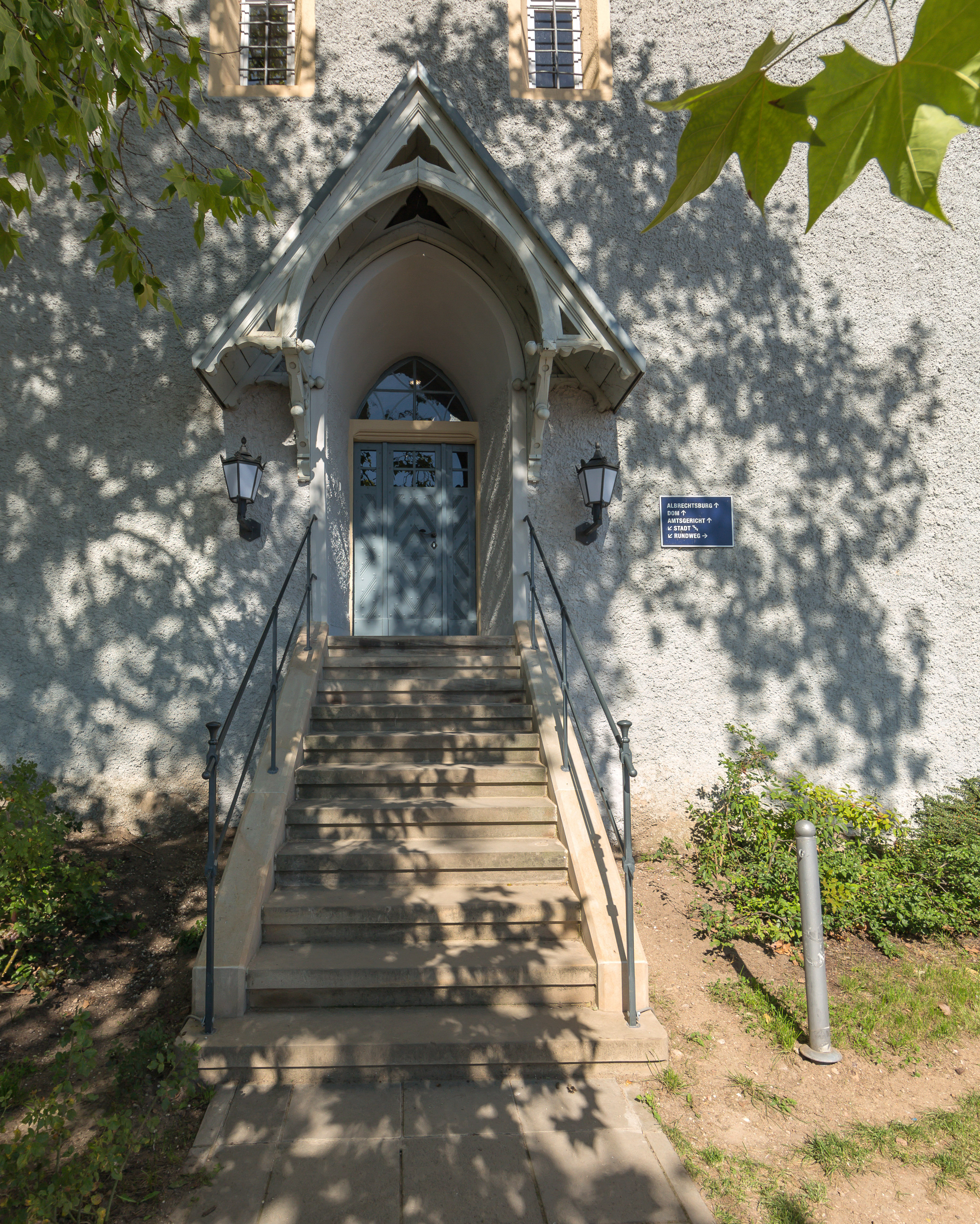
Amtsstufen südlicher Eingang

Das Bischofsschloss in Meißen ist die ehemalige Residenz der Bischöfe des Bistums Meißen in Sachsen. Es prägt zusammen mit dem Meißner Dom und der Albrechtsburg das Stadtbild und wird vom Amtsgericht Meißen genutzt.

## Geschichte
Die Residenz der Bischöfe befindet sich seit dem 10. Jahrhundert an der Südostecke des Burgbergs. Über die genaue Gestalt vor dem großen Neubau aus spätgotischer Zeit ist nichts bekannt. Allein an in der Durchfahrt vom Domplatz zum Bischofshof stehen noch massive romanische Pfeiler, die auf die Existenz eines Torhauses zu romanischer Zeit hindeuten. Der runde Turm (Liebenstein) an der Südostecke des Burgbergs, der das Stadtbild wesentlich mitbestimmt, wird ebenfalls auf das hohe Mittelalter datiert. Er wurde mit einer schiefergedeckten geschweiften Haube gedeckt, die zum unverwechselbaren Gesamtbild des Burgbergs beiträgt. Der spätgotische Neubau wurde unter Bischof Johann V. von Weißenbach (1476–1487) begonnen, jedoch erst unter Bischof Johann VII. von Schleinitz (1518–1537) vollendet. Das Gebäude wird seit 1837 durch das Amtsgericht genutzt. Danach wurde ein Ostflügel in angleichender neugotischer Form nach Plänen von G. G. Krüger erbaut. Im Jahr 1912 fand ein Umbau unter Volkmar Ihle statt. Das Bauwerk wurde in den Jahren 1995 und 1999 sowie ab 2002 umfassend saniert.

## Architektur
Das mehrgeschossige Bauwerk war früher mit dem Liebenstein nur durch einen schmalen Trakt verbunden. Zwei Geschosse mit Satteldach erheben sich über dreigeschossigen tonnengewölbten Kellern, die darauf hinweisen, dass das Bauwerk über das Plateau des Burgbergs hinausgeschoben wurde. Unregelmäßige Fensterreihen mit teils gekuppelten Vorhangbogenfenstern gliedern das Äußere.
Das Bauwerk zeigt zum Hof hin mehrere spitzbogige Portale. Das Portal zur Treppe wird durch das Wappen des Bischofs Johann V. von Weißenbach hervorgehoben. Daneben ist das Portal der sogenannten Amtsstufen zu finden, die durch das Gebäude hindurch auf den Hof des Schlosses führen. Im Rundturm Liebenstein sind ebenfalls Vorhangbogenfenster angeordnet, an der Südostecke findet sich ein zweigeschossiger Erker. Im Erdgeschoss sind über eigenartig verschachtelten Räumen reiche Zellengewölbe eingezogen, die Räume im Obergeschoss wurden zumeist durch Umbauten entstellt.
Das Torhaus zwischen dem Bischofsschloss und dem südlichen Querhausarm des Meißner Doms wurde unter Bischof Johann VIII. von Maltitz (1537–1540) erbaut, wodurch das romanische Tor zwei- bis dreigeschossig überbaut wurde. An der Westseite ist ein Portal in Renaissanceformen aus der Erbauungszeit mit dem Wappen derer von Maltitz im Scheitel angeordnet. In der Durchfahrt ist eine Steintafel mit Bezug auf Kaiser Karl V. angebracht. Im östlichen Tor ist ein kursächsisches Wappen aus dem 18. Jahrhundert zu finden.